# Kal David

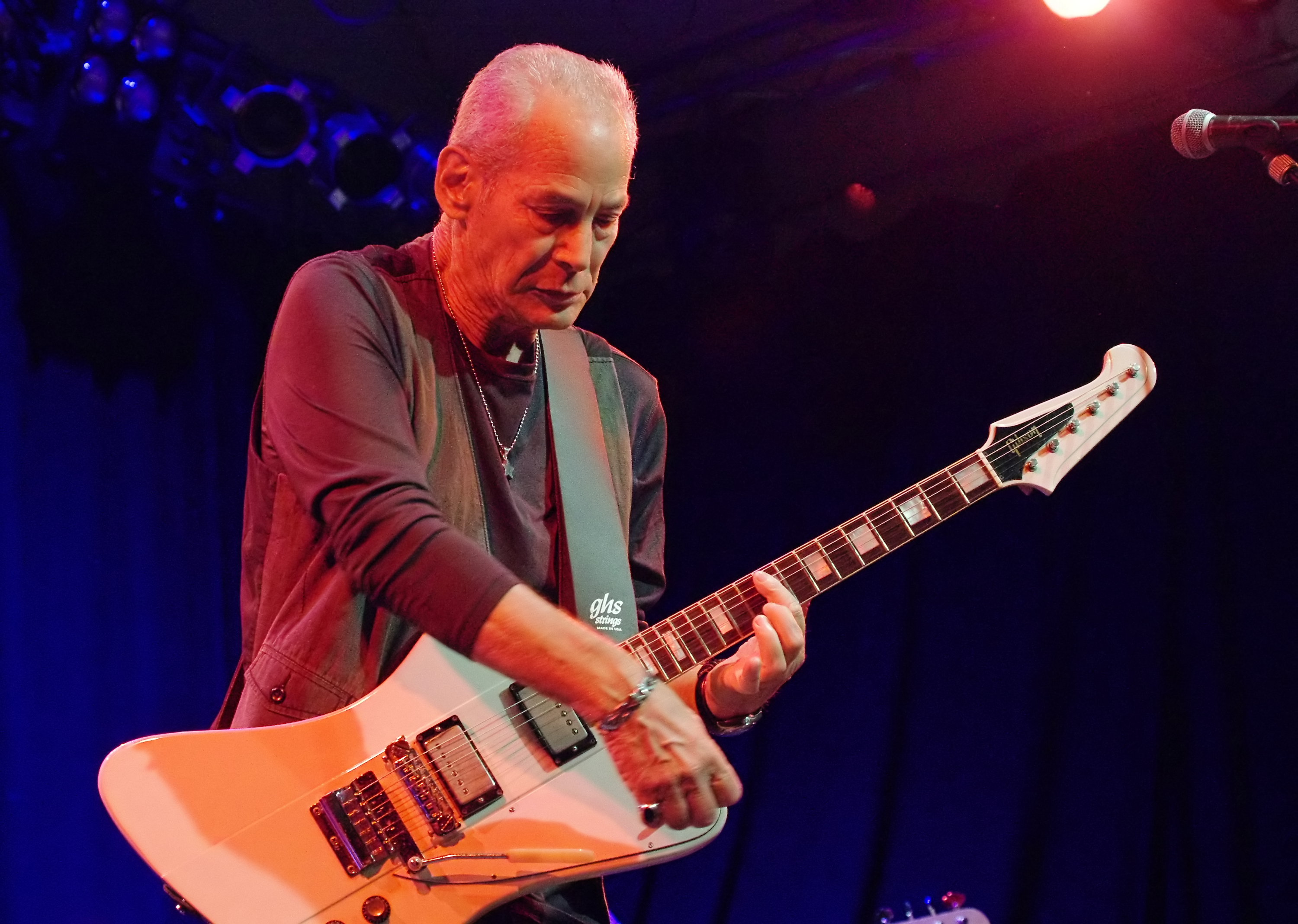
Kal David, 2013

Kal David (* 15. Juni 1943 als David Raskin in Chicago, Illinois; † 16. August 2022 in Palm Springs, Kalifornien) war ein US-amerikanischer Gitarrist, Sänger und Songwriter.

## Biografie
Als Teenager begann David Raskin den Künstlernamen Kal David zu benutzen. 1962 gründete er mit Peter Cetera (Bass, Gesang), Denny Ebert (Schlagzeug, Gesang) und Marty Grebb (Saxofon, Keyboards, Gitarre, Gesang) die Band Kal David and the Exceptions. Cetera ging später zu The Big Thing, woraus die Band Chicago entstand, und Grebb schloss sich The Buckinghams an.
1965 verließ David die Band, die sich ab 1967 Aorta nannte. Mit dem Gitarristen Paul Cotton formte er die Gruppe The Rovin’ Kind, die 1968 nach Los Angeles zog und sich fortan Illinois Speed Press nannte. Die Band spielte 1969 und 1970 zwei Alben ein. Anfang der 1970er Jahre ging Cotton zu Poco, und David gründete mit Harvey Brooks (Bass; ex-Electric Flag) die Band The Fabulous Rhinestones, die sich in Woodstock niederließ und bis 1975 drei Alben veröffentlichte.
Mit seiner Frau, der Sängerin Lauri Bono, die er in Woodstock kennengelernt hatte, ging David zurück nach Los Angeles. Er spielte in den Begleitbands von Etta James und Johnny Rivers. In den frühen 1980er Jahren begleitete er John Mayall bei den Aufnahmen für ein Album, das erst ein Jahrzehnt später veröffentlicht wurde. Seine beiden Soloalben Never a Dull Moment und Double Tuff erhielten gute Kritiken, waren kommerziell erfolgreich und zogen etliche Fernsehauftritte nach sich.
Im China Club in Hollywood hatte die Kal David Band wöchentliche „Pro-Jam“-Auftritte, an denen Musiker wie Stevie Wonder, Bobby Brown, John Entwistle, Larry Carlton, Brian Wilson, Stephen Stills, Joe Walsh, Paul Young, Sam Taylor und Floyd Dixon teilnahmen.
In den frühen 1990er Jahren zogen David und Bono nach Palm Springs (Kalifornien), wo sie die Band Kal David and the Real Deal zusammenstellten. David moderierte die wöchentliche Blues-Radiosendung Blue Monday. Im Juli 1998 eröffnete das Paar den Blue Guitar Blues Club, der bis 2004 bestand. David und Bono gingen weiterhin auf Tour und traten häufig in B. B. Kings Blues Club in Los Angeles und im Mohegan Sun Resort and Casino in Connecticut auf.
Kal David starb im August 2022 im Alter von 79 Jahren in Palm Springs.

## Auszeichnung
2004 erhielten Kal David und Lauri Bono einen Stern auf dem Palm Springs Walk of Stars.

## Diskografie
- 1969: Illinois Speed Press – Illinois Speed Press (Kal David und Paul Cotton)
- 1970: Duet – Illinois Speed Press (Kal David und Paul Cotton)
- 1972: The Fabulous Rhinestones – The Fabulous Rhinestones (Kal David, Harvey Brooks, Marty Grebb)
- 1973: Freewheelin’ – The Fabulous Rhinestones (Kal David, Harvey Brooks, Marty Grebb)
- 1975: The Rhinestones – The Fabulous Rhinestones (Kal David, Harvey Brooks, Marty Grebb)
- 1992: Cross Country Blues – John Mayall’s Bluesbreakers (mit Kal David, Don McMinn, Coco Montoya; aufgenommen 1981 und 1984)
- 1992: Never A Dull Moment – Kal David
- 1993: Double Tuff – Kal David
- 2001: Live At Blue Guitar... By Request – Kal David and The Real Deal
- 2006: Live... At Blue Guitar... Last Call – Lauri Bono (featuring Kal David)
- 2010: Crossroads of My Life – Kal David
- 2015: Kal David Band LIVE! – Kal David (featuring Miss Lauri Bono)
- 2015: Living the Dream – Kal David und Lauri Bono
- 2018: Paragon – Kal David und Lauri Bono